# Marty Blake
Marty Blake (22 de marzo de 1927 - 7 de abril de 2013) fue un general manager de la franquicia Atlanta Hawks de la NBA, y durante mucho tiempo el director de Servicios de Scouting de la NBA. Recibió el Premio John Bunn del Basketball Hall of Fame.

## Biografía
Nació en Paterson, Nueva Jersey, en 1927. Blake sirvió en el ejército de los Estados Unidos al final de la Segunda Guerra Mundial y fue a la universidad Wilkes University en Wilkes-Barre, Pensilvania. Comenzó su carrera promocionando peleas de boxeo locales, carreras de stock-car y partidos de béisbol. Más tarde trabajó para diferentes equipos profesionales de béisbol y fútbol americano, y ayudó a fundar la Continental Basketball Association.
Blake se convirtió en mánager general de los Hawks en 1954, cuando el equipo tenía su sede en Milwaukee. Entre 1954 y 1970 Blake guio al equipo a siete títulos de división y un campeonato de la NBA (1958). Una de las adquisiciones de jugadores más notables de Blake para los Hawks fue la de Lenny Wilkens, un base procedente de Providence College que Blake había visto jugar en el National Invitation Tournament de 1960. Blake seleccionó a Wilkens en la séptima posición del Draft de la NBA de 1960, y Wilkes se convirtió en miembro del Basketball Hall of Fame como jugador y entrenador.
En el Draft de la NBA de 1970, Blake se convirtió en el primer general mánager de la historia de la NBA en seleccionar un jugador de un país extranjero al seleccionar al mexicano Manuel Raga en la décima ronda. Blake siguió a esa elección con el italiano Dino Meneghin en la undécima ronda. Ninguno de los dos jugadores llegó a firmar con los Hawks, ya que el equipo no podía permitirse pagar sus cláusulas de rescisión con sus equipos, pero esas elecciones del draft sentaron precedente para el futuro influjo del talento mundial en la NBA.
En 1970 Blake dejó los Hawks para convertirse en presidente de los Pittsburgh Condors, un equipo en la liga rival a la NBA, la ABA. Estuvo en ese puesto durante un año antes de fundar su propio servicio de scouting de baloncesto, Marty Blake and Associates.
Cuando se fusionaron la NBA y la ABA en 1976, Blake fue nombrado Director de Servicios de Scouting de la NBA. Blake y sus socios tienen el crédito de haber descubierto jugadores de la talla de Jack Sikma, Terry Porter, Dennis Rodman, Scottie Pippen, Tim Hardaway, Ben Wallace, Karl Malone o Joe Dumars. Publicaciones oficiales de la NBA se refieren a Blake como el "Padrino del Draft de la NBA" por su habilidad de identificar a jugadores dotados en universidades pequeñas.
En 2005 Blake recibió el Bunn Lifetime Achievement Award del Basketball Hall of Fame, el premio más prestigioso de la institución aparte de la inclusión en la misma. Acostumbraba a mantener un blog en la página oficial de la NBA llamado "On the Road with Marty Blake". Blake murió en los suburbios de Atlanta en 2013.